# Iola (Texas)
Iola è un centro abitato degli Stati Uniti d'America situato nella contea di Grimes dello Stato del Texas.
La popolazione era di 401 persone al censimento del 2010. Fu istituita come city nel 2007.